# Palazzo Rougier
Palazzo Rougier è un edificio storico di Milano situato in corso di porta Romana n. 17.

## Storia
Il palazzo risale al XVIII secolo e fu commissionato dalla famiglia Rougier, famiglia milanese di origine francese.
Nei primi mesi del 2019 sono terminati i lavori di riqualificazione e restauro conservativo dell'edificio che hanno comportato la creazione di nuovi appartamenti di lusso.

## Descrizione
Il palazzo fu costruito nel periodo di transizione tra l'esuberante architettura barocca e la più austera architettura neoclassica, e come tale risente dell'estrema semplicità del primo neoclassicismo milanese. L'edificio è impostato su quattro piani, compreso il pian terreno e l'ammezzato: realizzata in stucco rosso, le uniche decorazioni presenti sono le modanature nei contorni delle finestre, il balcone del piano nobile retto da mensole a doppia voluta e i balconcini in ferro battuto dell'ultimo piano. Il pian terreno presenta un sobrio portale ad arco a tutto sesto in granito, oltrepassando il quale si entra in un cortile porticato con colonne di ordine tuscanico.